# توماس اف. بیرد سینیور
توماس اف. بیرد سینیور (به انگلیسی: Thomas F. Bayard, Sr.) سناتور سابق عضو حزب دموکرات ایالات متحده آمریکا بود. وی در سال ۱۸۶۹ تا ۱۸۸۵ میلادی سناتور ایالت دلاویر در سنای ایالات متحده آمریکا بود.